# Венера в культурі
Венера займає друге місце серед планет Сонячної системи після Марса за роллю, яку вона грає в літературі та інших видах мистецтва.

## Венера в різних культурах
- В ритуальному варіанті календаря мая, що застосовується й іншими народами Месоамерики (ацтеками, тольтеками та ін.), існували цикли по 584 дні, які приблизно збігаються зі синодичним періодом обертання Венери.
- Особливу роль Венера грала в міфології й астрономії інків, де вона називалася Ч'аска (кеч. Ch’aska)[4].
- В міфології стародавньої Греції — Гесперос (дав.-гр. Ἓσπερος) — Вечірня зірка чи планета Венера, див. Геспер і Геспериди.
- У слов'янських народів — Вечірниця[ru].
- В гавайській міфології і навігації за зірками планета Венера розглядалася як окремі ранкова зірка Хокуао і вечірня зірка Хокукауа-хиахи[5].
- В мусульманських народів Венера позначається як Зухра (перс. زهره; тадж. Зӯҳра; суах. Zuhura; малай. Zuhrah) і є символом краси.

### Стародавній світ та Середньовіччя. Дослідження за допомогою храмів-обсерваторій
Вавилонські астрономи приділяли велику увагу планеті Венері. В текстах пізнішого періоду вона разом з Місяцем і Сонцем складає тріаду. Є припущення, що вавилонські астрономи знали, що в період своєї великої яскравості після або перед нижнім сполученням Венера здається серпом. За цією версією, вавилонські астрономи приділяли таку велику увагу Венері саме через цю її особливість, яка робила її «сестрою» Місяця. Тому в інтересах стародавніх культів вавилонські астрономи уважно спостерігали за Венерою, а в пізній період (1500—1000 років до н. е.) навіть намагалися використовувати величину періодів її зникнень і появ для астрологічних пророкувань.
Певний внесок у спостереження Венери зробила греко-римська антична цивілізація, звідки власне планета і отримала свою назву.
Венера була найпріоритетнішим астрономічним об'єктом для астрономів цивілізації мая. Її календар можна виявити на аркушах 24 — 29 Дрезденського кодексу.

#### Венера в культурі античного світу і середньовіччя
Дослідження небесних тіл у храмах-обсерваторіях Стародавнього світу проводили неозброєним оком. Головними інструментами давніх обсерваторій були: гномон для систематичних спостережень полуденних висот Сонця, сонячні годинники і клепсидри для вимірювання часу; без допомоги інструментів спостерігали Місяць і його фази, планети, моменти сходу і заходу світил, проходження їх через меридіан, сонячні і місячні затемнення. Мая проводили астрономічні дослідження взагалі без жодних приладів, стоячи на вершинах пірамід-«обсерваторій». Єдиний інструмент, який вони використовували, це схрещені палиці для фіксації точки спостереження. Жерці, які вивчають зірки, зображені разом з приладами в рукописах Наттол, Сельдена і Ботлі.
Через примітивність знарядь стародавні астрономи могли вивчати лише механіку руху планет і відносні характеристики яскравості. Уявлення про планету Венера в культурі цього періоду історії відбилися головним чином у міфології, філософії, астрології та окультизмі.

##### Давньогрецька філософія
Залежно від філософської школи, в античній давньогрецькій культурі можна виділити два основних уявлення про планети — як матеріальний об'єкт природи (небесне світило, закріплене на небесній сфері), або як особистість божества. Таким чином, планета Венера подавалася у давньогрецькій культурі, або як світило, або як божество. У першому випадку Венера мала небагато спільного з тим, що зараз ми розуміємо під терміном «планета». В розумінні грецьких філософів іонійської школи вона була ближче до того, що зараз сучасна наука визначає як «зоря». В другому випадку (версія давньогрецької школи італійців) планета ототожнювалася з особистістю богині кохання, грецькою Афродітою, яка згодом стала відомою як римська Венера. Звідси планета й отримала свою знамениту назву.

##### Давньосемітський окультизм
В окультизмі Венера співвідноситься зі сфірою Нецах. (Див. також Халдейський ряд).

##### У міфології народів доколумбової Америки
Венера була важливим об'єктом для давніх цивілізацій Америки, зокрема, мая, які називали її Нох Ек — «Велика зоря», або Шуш Ек — «Зоря Оси». Вони вірили, що Венера уособлює бога Кукулькана (також відомого як Гукумац або Кетцалькоатль в інших частинах стародавньої Центральної Америки). У рукописах мая описаний повний цикл рухів Венери.

## Венера в літературі та анімації
Венера займає друге місце серед планет Сонячної системи після Марса за роллю, яку вона відіграє́ в літературі та інших видах мистецтва.
В першій половині/середині XX століття умови на поверхні Венери ще не були відомі навіть приблизно. Неможливість спостереження в оптичний телескоп поверхні планети, постійно закритої хмарами, залишала простір для фантазії письменників і режисерів. Навіть багато вчених того часу, виходячи із загальної близькості основних параметрів Венери і Землі, вважали, що умови на поверхні планети повинні бути досить близькими до земних. З урахуванням меншої відстані до Сонця допускалося, що на Венері буде помітно спекотніше, але вважалося, що там цілком може існувати рідка вода, а, отже, й біосфера, можливо навіть з вищими тваринами. Тому в масовій культурі склалося уявлення, що світ Венери є аналогом «мезозойської ери» Землі — вологий тропічний світ, населений гігантськими ящерами.
В другій половині XX століття, коли Венери досягли перші АМС, виявилося, що ці уявлення разюче суперечать реальності. Як було встановлено, умови на поверхні Венери виключають не тільки можливість існування життя, подібного до земного, але навіть становлять серйозні труднощі для роботи автоматичних роботів з титану і сталі.
- У романі Бориса Красногорського «Острови ефірного океану» (1914) на поверхню Венери опускається російський апарат Імеретинського «Переможець Простору». На Венері є придатне для дихання повітря, густі хмари і гористий ландшафт. Першою живою істотою на планеті виявляється бабка.
- В романі Олександра Бєляєва «Стрибок у ніщо» (1933) жменька капіталістів утікає від світової пролетарської революції в космос, висаджується на Венері і облаштовується там. Планету подано в романі приблизно як Землю в мезозойської ери, «подібною до величезної оранжереї». Політ до Венери на ракеті займає приблизно 97 діб.
- У науково-фантастичному нарисі Бориса Ляпунова[ru] «Найближчі до Сонця» земляни вперше ступають на Венеру і Меркурій і вивчають їх.
- У романі Володимира Владка «Аргонавти Всесвіту» на Венеру вирушає радянська геологорозвідувальна експедиція.
- У романі-трилогії Георгія Мартинова «Зореплавці» друга книга — «Сестра Землі» — присвячена пригодам радянських космонавтів на Венері і знайомству з її розумними мешканцями.
- У циклі оповідань Віктора Сапаріна: «Небесна Кулу», «Повернення круглоголових» і «Зникнення Лоо» космонавти, що висадилися на планету, встановлюють контакт із жителями Венери.
- В романі Юрія та Світлани Сафронових «Онуки наших онуків» Венера зображується покритою океаном з островами й має чудернацькі форми життя.
- В повісті Олександра Казанцева «Планета штормів» (роман «Онуки Марса») космонавти-дослідники стикаються з тваринним світом і слідами розумного життя на Венері. Екранізував Павло Клушанцев[ru] як «Планета штормів».
- У романі братів Стругацьких «Країна багряних хмар» Венера — друга планета після Марса, яку намагаються колонізувати і направляють планетоліт «Хіус» з екіпажем розвідників у район покладів радіоактивних речовин під назвою «Уранова Голконда».
- В оповіданні Севера Гансовського «Врятувати декабра» двоє останніх спостерігачів-землян зустрічають декабра, тварину, від якої залежала природна рівновага на Венері. Декабри вважаються повністю винищеними, і люди готові загинути, але залишити декабра живим.
- У романі Євгена Войскунського і Ісая Лукодянова «Плескіт зоряних морів» розповідається про космонавтів-розвідників, учених, інженерів, які у важких умовах космосу і людського соціуму проводять колонізацію Венери.
- В повісті Олександра Шалімова «Планета туманів» учасники експедиції, послані на кораблі-лабораторії до Венери, намагаються розгадати загадки цієї планети.
- У науково-фантастичному романі Олександра Зорича «Сомнамбула» описано такий спосіб тераформування Венери: спочатку її охолоджують, затінюючи від Сонця штучним кільцем, після цього позбавляються від основної маси надто товстої атмосфери, «здуваючи» її протуберанцем, спрямованим у бік планети за допомогою спеціального гравітаційного пристрою.
- «Проходження Венери по диску Сонця» Владислава Крапивіна[17].
- В оповіданнях Рея Бредбері «Все літо за день» і «Вічний дощ» клімат планети ппоказано як вкрай дощовий (або дощ іде завжди, або припиняється раз на 7 років).
- У романах Роберта Гайнлайна «Між планетами», «Марсіанка Подкейн», «Космічний кадет» і повісті «Логіка імперії» Венеру зображено похмурим болотистих світом, що нагадує долину Амазонки в сезон дощів. На Венері живуть розумні мешканці, що нагадують тюленів або драконів.
- У романі Станіслава Лема «Астронавти» і в його екранізації «Мовчазна зоря» земляни знаходять на Венері залишки загиблої цивілізації, що збиралася знищити життя на Землі.
- У науково-фантастичному романі Франсіса Карсака «Втеча Землі», поряд з основним сюжетом, описується колонізована Венера, атмосфера якої пройшла фізико-хімічну обробку, внаслідок чого планета стала придатною для життя людей. Крім того, її поряд із Землею і Місяцем перетворили на міжзоряний корабель.
- У фантастичній повісті «Нічна битва» і науково-фантастичному романі Генрі Каттнера «Лють» розповідається про тераформування Венери колоністами із загиблої Землі.
- В науково-фантастичному романі Клайва С. Льюїса «Переландра» Венера займає центральне місце в сюжеті. Вона покрита океанами і населена.
- В оповіданні Айзека Азімова «Лаккі Старр і Океани Венери» дія теж розгортається на цій планеті.
- В оповіданні Генрі Каттнера «Залізний стандарт» земляни зазнають лиха на Венері за повної байдужості до них мешканців Венери.
- В манзі і аніме-мультсеріалі «Сейлор Мун» планету уособлює дівчина-войовниця Сейлор Венера[ru], вона ж Мінако Айно. Її атака полягає в силі світла і любові.
- В романі Алекса Розова «День Астарти» ключовою подією є штучна зміна орбіти астероїда для зіткнення його з Венерою з метою її тераформування.
- В романах Едгара Берроуза «венеріанської» серії: «Пірати Венери», «Загублені на Венері», «Карсон венеріанський», «Втеча на Венеру», «Венеріанський маг».
- У п'єсі Фрідріха Дюрренматта «Операція Вега» дія відбувається на Венері.

## Венера в кінематографі
- 8 грудня 1874 року французький астрономом П'єром Жансен за допомогою винайденого ним «фотографічного револьвера»[fr] зняв у Японії серію зі 48 чорно-білих знімків, відому як «Проходження Венери». Вона є найстарішим фільмом у найбільшій базі даних вебсайту про кінематограф — IMDb[18] і найстарішим у Letterboxd.
- У радянському фільмі режисера Павла Клушанцева «Планета штормів» Венеру, куди прямує спільна експедиція СРСР і США, зображено як планету, що вирує життям, фауна якої нагадує земну в мезозойську еру. «Подорож на доісторичну планету» і «Подорож на планету доісторичних жінок» — два американських фільми, змонтовані з відеоряду фільму Клушанцева.
- Венера є першим пунктом призначення міжнародної експедиції у псевдодокументальному фільмі виробництва BBC «Космічна одіссея: Подорож до планет». Російський космонавт Іван Григор'єв стає першою людиною, що ступила на поверхню Венери (з нав'язливим бажанням відшукати там радянський спусковий апарат програми «Венера»).

## Венера в музиці
- В репертуарі російської співачки Маші Распутіної є пісня на вірші Леоніда Дербеньова «Я була на Венері»
- Один з альбомів групи Wings називається «Venus and Mars» («Венера і Марс»). На його обкладинці зображено ці дві планети.
- Пісня групи Rammstein «Morgenstern» присвячена цій планеті.
- В пісні групи Europe «Final Countdown» співається: «we're heading for Venus…»
- Третій студійний альбом канадської рок-гурту Three Days Grace називається «Transit of Venus»
- У пісні групи Deep Purple «Space truckin» згадується Венера: «We had a lot of luck on Venus»
- Один з альбомів групи Boney M. називається «Nightflight to Venus» («Нічний політ на Венеру»).
- Перший промосингл Леді Гаги з альбому ARTPOP називається «Venus»
- Шостий студійний альбом німецької диско-групи Modern Talking називається «In the Garden of Venus».